# A Question of Time
A Question of Time är en låt av den brittiska gruppen Depeche Mode. Det är gruppens sjuttonde singel och den tredje från albumet Black Celebration. Singeln släpptes den 11 augusti 1986 och nådde som bäst 17:e plats på den brittiska singellistan.
Musikvideon regisserades av Anton Corbijn.

## Utgåvor och låtförteckning
Alla låtar är komponerade av Martin Gore.

### 7": Mute / 7Bong12 (UK)
1. "A Question of Time (Remix)" – 4:04 (remixed by Phil Harding)
2. "Black Celebration (Live)" – 6:05

### 12": Mute / 12Bong12 (UK)
1. "A Question of Time (Extended Remix)" – 6:38 (remixed by Phil Harding)
2. "Black Celebration (Live)" – 6:05
3. "Something to Do (Live)" – 3:50
4. "Stripped (Live)" – 6:21

### 12": Mute / L12Bong12 (UK)
1. "A Question of Time (New Town Mix)" – 6:59 (remixed by Rico Conning)
2. "A Question of Time (Live Remix)" – 4:10
3. "Black Celebration (Black Tulip Mix)" – 6:32 (remixed by Rico Conning)
4. "More Than a Party (Live Remix)" – 5:05

### CD: Mute / CDBong12 (UK)
1. "A Question of Time (Remix)" – 4:04
2. "Black Celebration (Live)" – 6:05
3. "Something to Do (Live)" – 3:50
4. "Stripped (Live)" – 6:21
5. "More Than a Party (Live)" – 5:07
6. "A Question of Time (Extended Remix)" – 6:38
7. "Black Celebration (Black Tulip Mix)" – 6:32
8. "A Question of Time (New Town Mix/Live Remix)" – 11:08

### CD: Intercord / Mute INT 826.850 (W.GERMANY)
1. "A Question of Time (Extended Remix)" – 6:39
2. "Stripped (Live)" – 6:22
3. "Black Celebration (Live)" – 5:54
4. "Something to Do (Live)" – 3:50
5. "A Question of Time (Remix)" – 4:06

### 12": Sire / 0-20530 (US, 1989)
1. "A Question of Time (Extended Remix)" – 6:38
2. "Something to Do (Live)" – 3:50
3. "A Question of Lust (Minimal)" – 6:47
4. "Black Celebration (Live)" – 6:05

Livespåren spelades in på Birmingham National Exhibition Centre den 10 april 1986.